# Famille de Linange
La famille de Linange (en allemand: zu Leiningen) est une famille princière allemande, ayant eu de vastes possessions dans la Forêt palatine et dans l'actuelle région de Lorraine. Linange est la forme francisée de Leiningen, localité de Rhénanie-Palatinat dont la famille tire son origine.

## Histoire

### Histoire sous l'Ancien Régime
La première mention fiable de la famille remonte à 1128, lorsque Emicho, comte de Leiningen a témoigné d'un document de l'archevêque Adalbert Ier de Sarrebruck, archevêque de Mayence. Cet Emich II de Leiningen († avant 1138) est considéré dans la littérature récente comme l'ancêtre de la famille. On suppose qu'il appartient au clan des Emichons, les comtes du Gau de la Nahe, mais ce n'est pas documenté.
En 1096, Emich de Flonheim, clairement un membre du clan des Emichons, participe à la Première croisade. On ne sait pas si et comment il est lié aux seigneurs de Linange, peut-être est-il le grand-père d'Emich II. Ses troupes sont responsables de massacres des Juifs à Spire, Worms et à Mayence.
Le siège d'origine, le château de Leiningen dans le nord-est de la Forêt palatine, a été construit au XIIe siècle, peut-être fondé par Emich II. Le château fut plus tard appelé Altleiningen (Château du vieux Linange) quant au XIIIe siècle, à la lisière orientale de la forêt à cinq kilomètres vers la plaine du Rhin, le château jumeau Neuleiningen (Château du nouveau Linange) fut ajouté. La région s'appelle Leininger Land. L'Église propriétaire de la famille était le monastère des Chanoines réguliers de saint Augustin à Höningen près de Altleiningen. En 1204/05, les comtes de Leiningen reçurent les bailliages du Speyergau (le comté autor de Spire) et de l'Abbaye de Limbourg.
Après la mort du dernier comte de Linange vers 1212, son neveu Frédéric de Sarrebruck, fils cadet de sa sœur Liutgard et du comte Simon II de Sarrebruck (de la première Maison de Sarrebruck), prit le nom Frédéric II de Linange et ses armoiries. Par ceci, il a fondé la deuxième Maison de Linange. Ses biens hérités du père, notamment le bailliage de Limbourg où il a construit le château de Hardenburg comme résidence avant 1212, ont été ajoutés aux possessions existantes des Linange. Il était allié avec son frère Henri II de Sarrebruck. Politiquement, le comte Frédéric II a été impliqué avec le roi Henri II de Souabe dans la rébellion contre son père, l'empereur Frédéric II, en 1234/35 et a tenté en vain de conquérir Worms, qui était fidèle à l'empereur, mais s'est finalement soumis à l'empereur et a ainsi obtenu le l'existence continue de sa dynastie. Dans le Codex Manesse, il est dépeint comme un ménestrel.
Son fils Frédéric III acquiert le comté de Dabo (Moselle actuelle, en allemand: Dagsburg) dans les Vosges en 1241 par le mariage (sans postérité) en 1223 avec son héritière, Gertrude de Dabo (+ 1225). La famille posséda en Moselle également les seigneuries de Marimont, Forbach et Réchicourt-le-Château. Les comtes de Linange régnèrent donc un territoire enclavé dans le duché de Lorraine, mais indépendant de celui, et tous deux faisaient partie du Saint-Empire romain germanique.
En 1285, dans son reportage poétique, Le Tournoi de Chauvency, le trouvère Jacques Bretel signale Emich et Ferri de Linange comme invités de marque du comte de Chiny à Chauvency-le-Château représentant de la chevalerie de Rhénanie-Palatinat. Ils sont en compagnie d'un petit seigneur inconnu, leur vassal, Roger ou Rüdeger de Munsheim (aujourd'hui Monsheim). Il s'agit de Friedrich et Emercho von Leiningen, cités ensemble dans un acte du 14 mars 1281.
Emich IV de Linange fonde Landau en 1260 et reçoit de l'empereur les châteaux de Landeck et Madenbourg au nord de Bad-Bergzabern.
L'ancienne ligne de Dabo/Dagsburg s'éteignit en 1467. Le dernier de cette lignée était le Landgrave Hesso de Linange-Dabo (Leiningen-Dagsburg), qui fut nommé prince d'Empire (« Fürst ») en 1444. Sa sœur Margarethe, mariée à Reinhard III de Westerburg, a reçu la plus grande partie de l'héritage, c'est pourquoi les comtes vivant dans le Westerwald se sont désormais appelés Leiningen-Westerburg, bien que descendant uniquement dans la lignée féminine de la deuxième dynastie de Linange. Le siège ancestral de l'ancienne ligne Dabo, le château de Dagsburg, est tombé à la ligne Leiningen-Hardenburg, qui a ensuite pris le nom de Leiningen-Dagsburg(-Hardenburg). À partir du XVe siècle, il y avait deux maisons de comtes à Leiningen, une famille Leiningen-Westerburg issue de l'ancienne lignée Dabo/Dagsburg et une jeune famille Leiningen-Dagsburg issue de la lignée Leiningen-Hardenburg, qu'il ne faut pas confondre.
Les comtes de Leiningen-Dagsburg-Hardenburg ont pu gagner d'autres possessions dans le Grand-Bailliage d'Alsace. En 1466 cette lignée acquiert la seigneurie d'Apremont en Lorraine. Ils sont divisés en branches Leiningen-Dagsburg-Hardenburg et Leiningen-Dagsburg-Falkenburg (jusqu'en 1658). Lors de la Guerre de la Ligue d'Augsbourg (1688-1697), les Français détruisirent le chateau de Dabo en 1692 et celui-ci resta en ruines. C'est pourquoi les comtes de Leiningen-Dagsburg-Hardenburg ont déplacé leur résidence au château voisin de Dürkheim en 1725; mais ce n'était pas l'ancien Hardenburg, qui a également été détruit, mais un nouveau bâtiment sur le site de l'actuelle maison thermale. L'empereur éleva le comte Carl Friedrich Wilhelm au rang de prince impérial en 1779 avec un siège et une voix à la banque comtale de Wetterau de la Diète d'Empire.

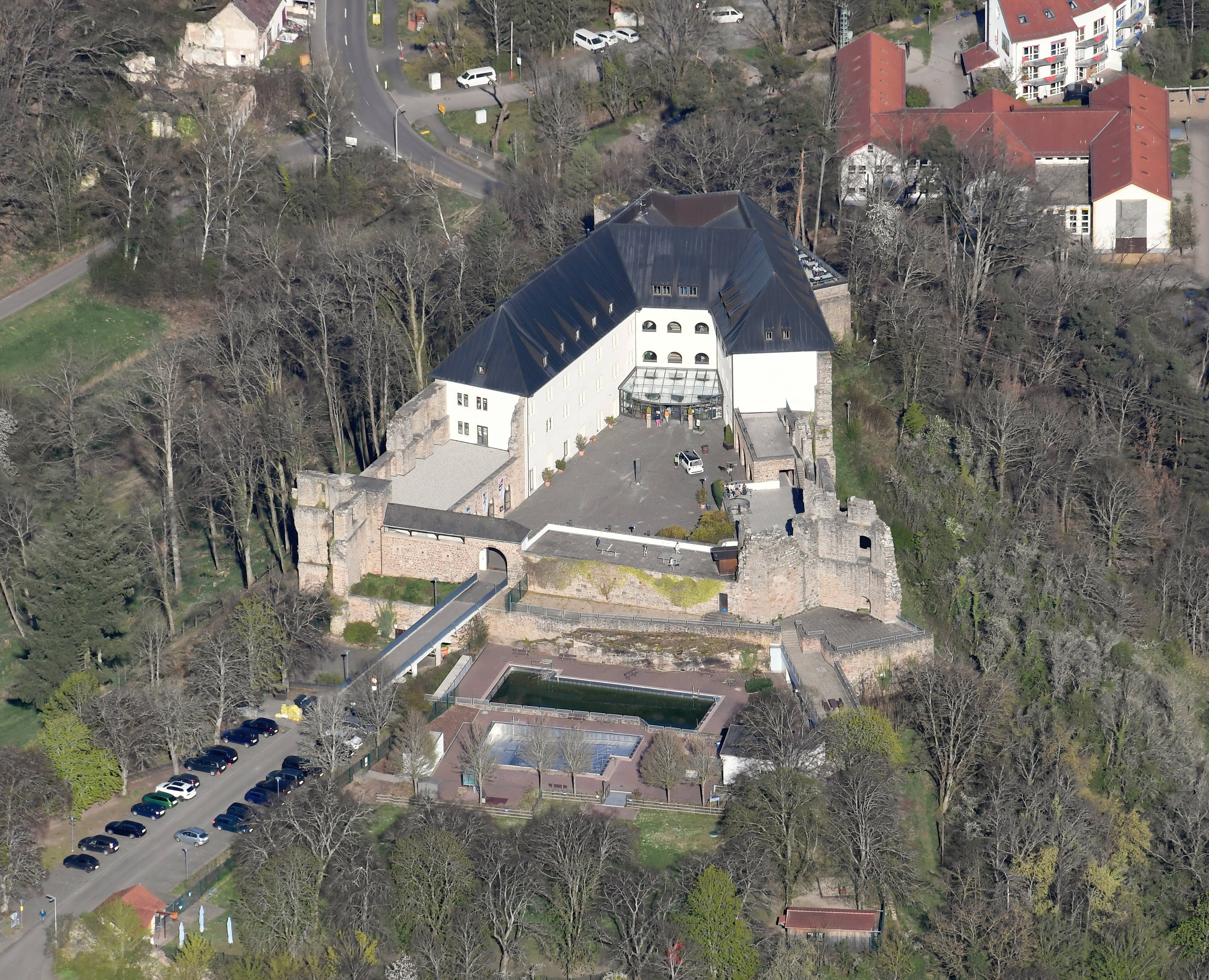
Château du vieux Linange (Altleiningen)
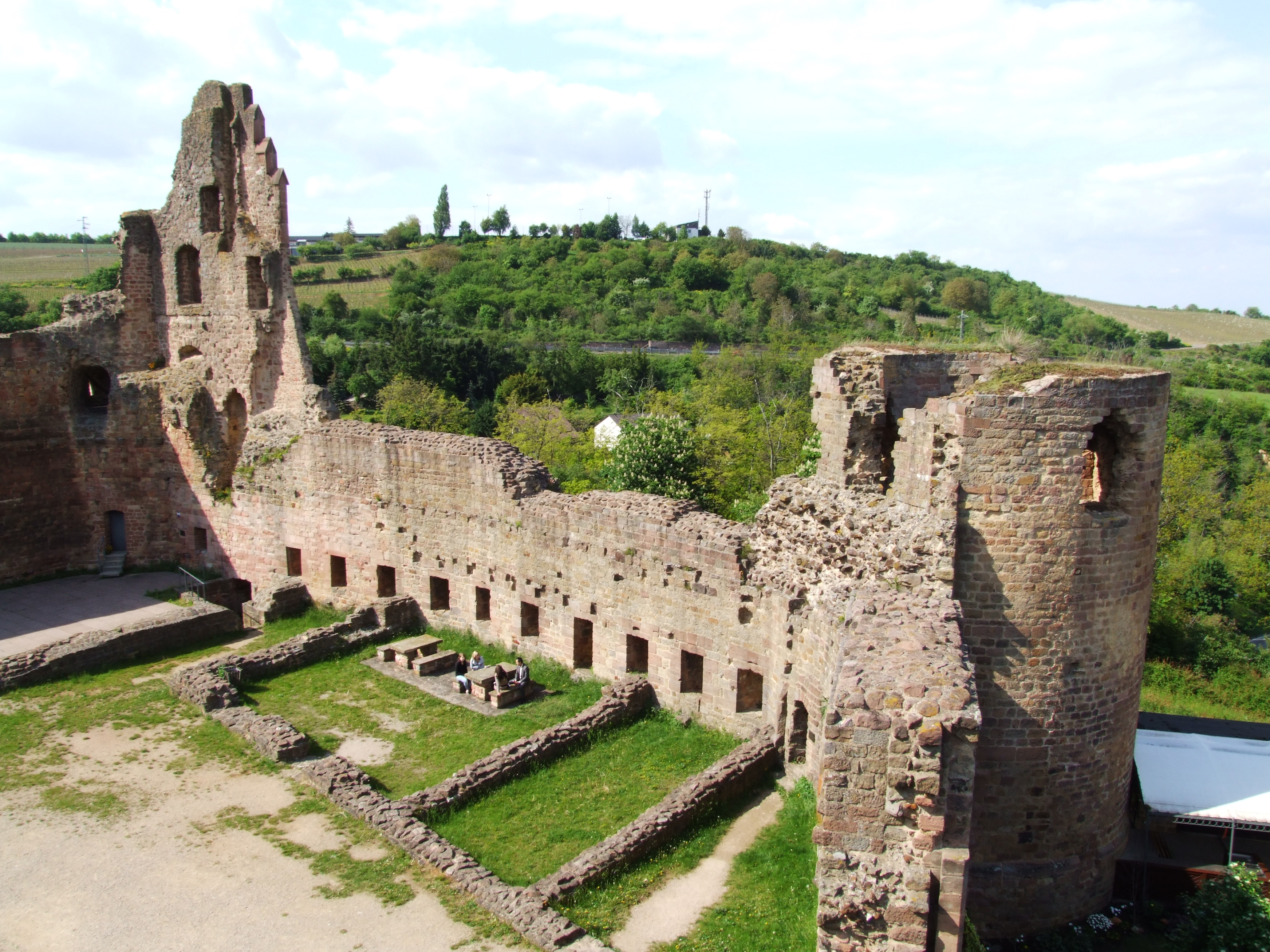
Château du nouveau Linange (Neuleiningen)
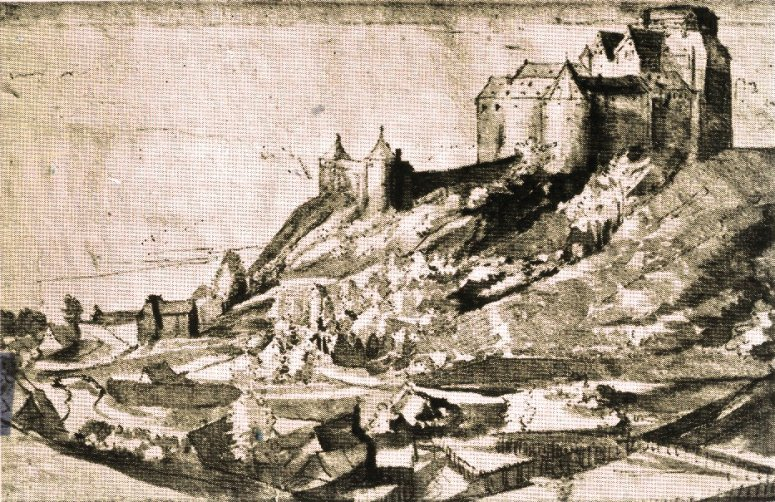
Hardenburg à Bad Dürkheim
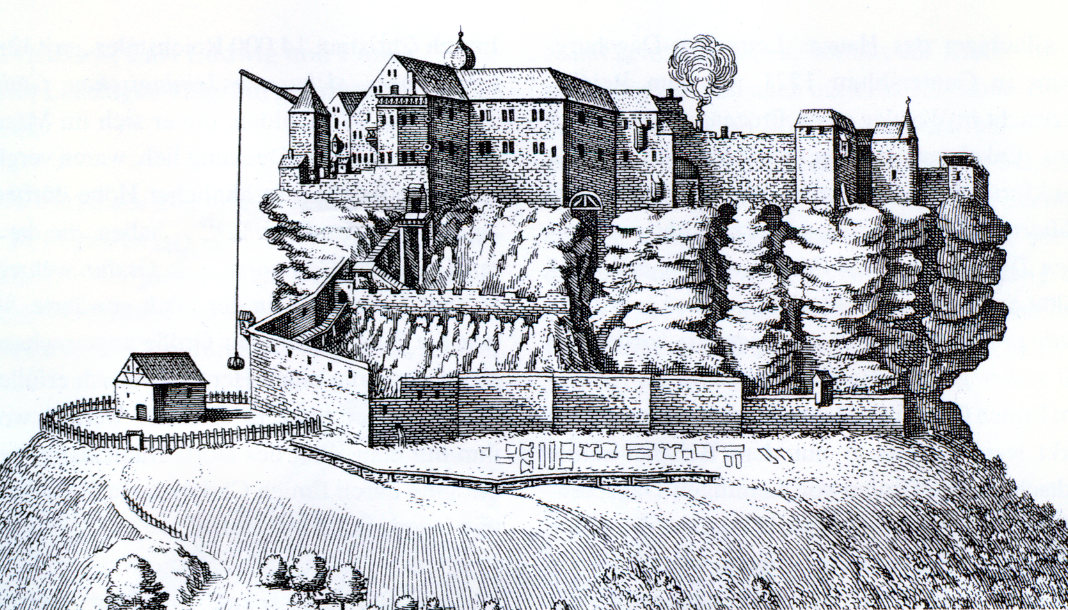
Rocher de Dabo, Lorraine
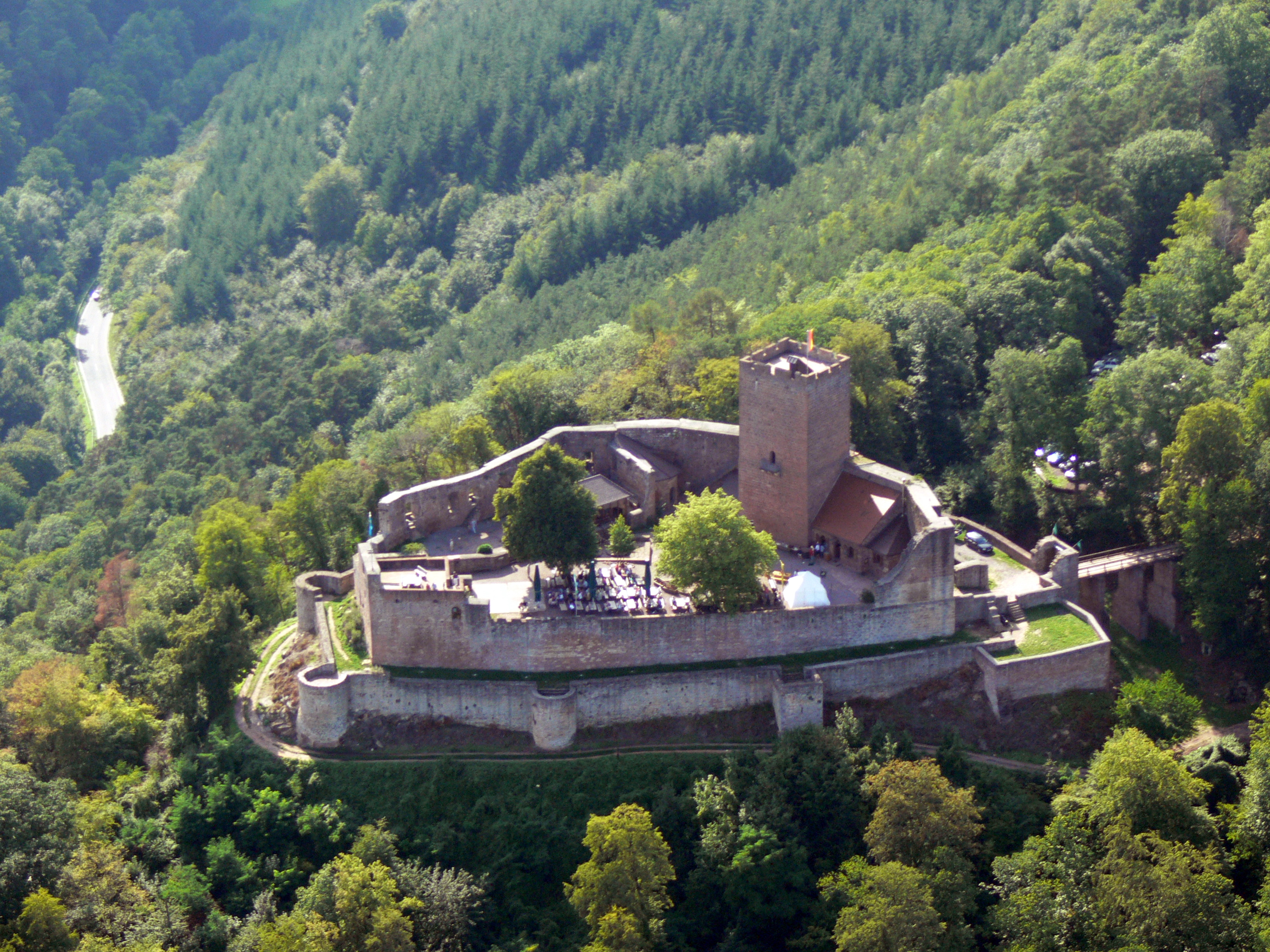
Château de Landeck à Landau in der Pfalz
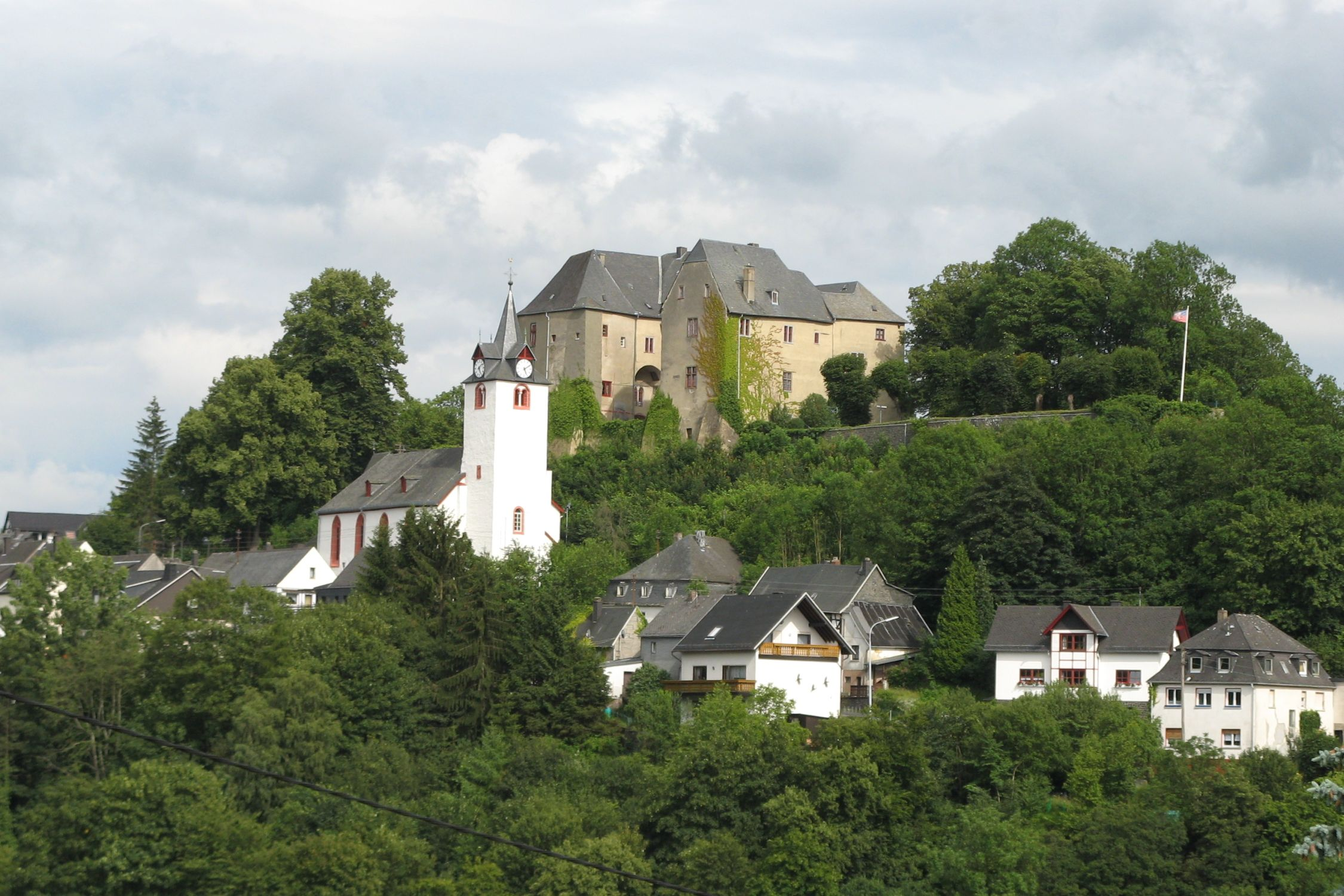
Château de Westerburg

Les comtes de Linange-Westerbourg (Leiningen-Westerburg) ont créé trois lignes: Leiningen-Leiningen (jusqu'en 1622), Leiningen-Westerburg († 1597) et Leiningen(-Westerburg)-Schaumburg (jusqu'en 1705). La maison de Leiningen-Leiningen a acquis le comté de Réchicourt-le-Château (Rixingen) en Lorraine au XVIe siècle et en 1570, lorsque les comtes de Deux-Ponts-Bitsch sont éteints, a également reçu une partie de leur domination, par ex. Oberbronn en Alsace. En 1569, les Linange introduisirent la Réforme protestante et ont dissous le monastère de Höningen.
La ligne principale Leiningen-Westerburg s'est éteinte en 1597, et leurs possessions sont tombées sur la ligne secondaire Leiningen-Schaumburg. En 1695/1705 cette ligne s'est également divisée plusieurs fois. Deux de ces embranchements de la maison comtale de Leiningen ont existé jusqu'au XXe siècle : Leiningen-Westerburg-Altleiningen (existait sur une ligne en Autriche jusqu'au milieux du XXe siècle) et Leiningen-Westerburg-Neuleiningen (éteint en 1956).

### Histoire depuis la révolution
Les possessions des comtes de Linange-Westerbourg sur la Rive gauche du Rhin sont incorporées à l'État français de la Première République à la suite de la Révolution française en 1793, et les deux comtes de Linange-Westerbourg d'Altleiningen et de Neuleiningen sont temporairement emprisonnés à Paris. Ils ont été compensés dans le Recès d'Empire en 1803 avec les anciennes abbayes d'Ilbenstadt (à Niddatal) et Engelthal dans la Wetterau. En 1806, leurs domaines furent incorporés aux grands-duchés de Berg et Hesse-Darmstadt et aux principautés de Nassau-Weilburg et Nassau-Usingen.
Le prince de Linange-Dabo-Hardenbourg (Leiningen-Dagsburg-Hardenburg), Frédéric-Charles-Woldemar (1724-1807), entra en conflit avec la France révolutionnaire comme les autres princes possessionnés à la Rive gauche du Rhin dont les territoires furent annexés en 1793. Lorsque la Révolution s'étend au sud-ouest et à l'ouest de l'Allemagne dans les années 1790, la famille est expulsée de la résidence de Dürkheim et de toutes les propriétés de la rive gauche du Rhin en 1796. Le château de Dürkheim a été incendié. Dépossédés par le Traité de Lunéville du 9 février 1801 de leurs possessions françaises, le comté de Dabo et la seigneurie de Réchicourt-le-Château, les Princes de Linange, protestantes depuis la Réforme, reçurent des compensations en Allemagne, des anciennes propriétés de l'Église catholique confisquées, anciennes possessions électorales de Mayence et de Würzburg dans l'Odenwald: Amorbach et Miltenberg en Bavière, ainsi que Mosbach en Bade-Wurtemberg. Ils formèrent la nouvelle Principauté de Linange/Leiningen avec son siège dans l'ancienne abbaye d'Amorbach. En 1806, cependant, le prince perdit sa souveraineté d'État au profit du Grand-Duché de Bade par la médiatisation et l'influence de Napoléon. En 1810, celui-ci céda des parties du territoire au Grand-duché de Hesse, qui les passa au Royaume de Bavière à la suite du Congrès de Vienne en 1816. Les princes ont conservé leur statut, leur égalité avec les maisons souveraines restantes et certains droits politiques spéciaux en leur qualité de « Standesherren » (« seigneurs de rang »), créés par l' Acte confédéral allemand. Cependant, la famille a aussi conservé sa vaste propriété privée de forêts et de domaines. Par conséquent, la famille, transplantée de son ancienne région d'origine, réside à Amorbach à ce jour.

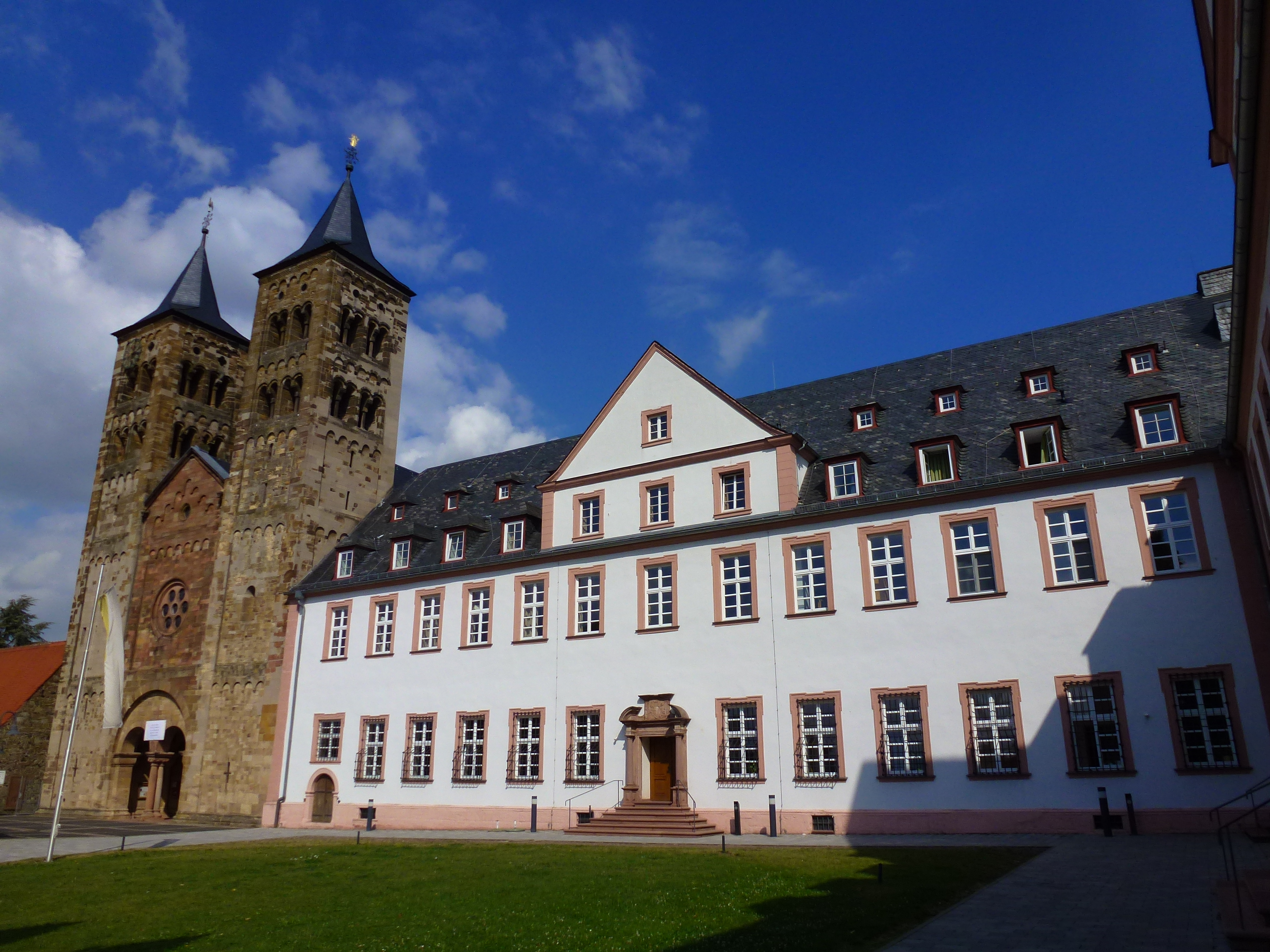
Abbaye d'Ilbenstadt (à Niddatal (siège des comtes de Linange-Westerbourg jusqu'en 1921)
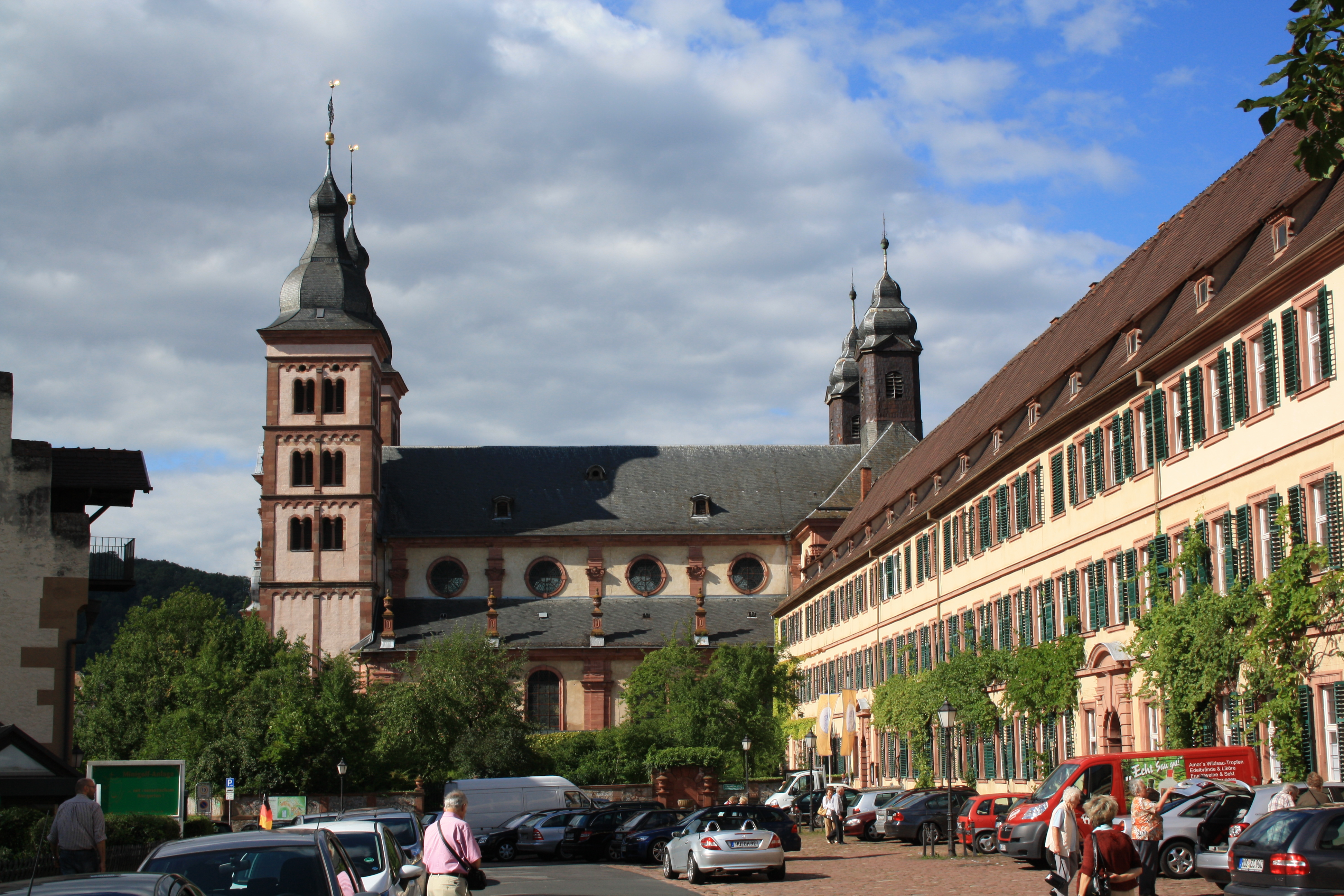
Abbaye d'Amorbach (Siège des princes de Linange/Leiningen à ce jour)

Le prince Charles (1763-1814) épousa en 1803 Victoire de Saxe-Cobourg-Saalfeld (1786-1861) ils eurent un fils et une fille Féodora. Veuve, Victoire de Saxe-Cobourg-Saafeld se remaria avec Édouard d'Angleterre, duc de Kent et fut la mère de Victoria Ire du Royaume-Uni Reine de Grande-Bretagne et d'Irlande, Impératrice des Indes, "la grand-mère de l'Europe" et l'arrière-grand-mère de l'impératrice Allemande Augusta-Victoria de Schleswig-Holstein-Sonderbourg-Augustenbourg.
Un autre prince Charles de Leiningen (1898-1946) épousa en 1925 Maria Kyrillovna de Russie, fille aînée du prétendant au trône de Russie, le grand-duc Kyrill Vladimirovitch. Enrôlé dans la Kriegsmarine et fait prisonnier, il mourut de faim dans un camp soviétique.
Le chef de famille actuel est le prince Andreas zu Leiningen (André de Linange), 8e Fürst, né en 1955, résidant à Amorbach, marié à la princesse Alexandra de Hanovre (née en 1959), sœur du prince Ernest-Auguste de Hanovre et donc belle-sœur de Caroline de Monaco. Le couple a trois enfants et deux petits-enfants, y compris le prince héritier Ferdinand (né en 1982), marié depuis 2017 à la princesse Victoria Louise de Prusse, fille de Frédéric-Guillaume de Prusse.

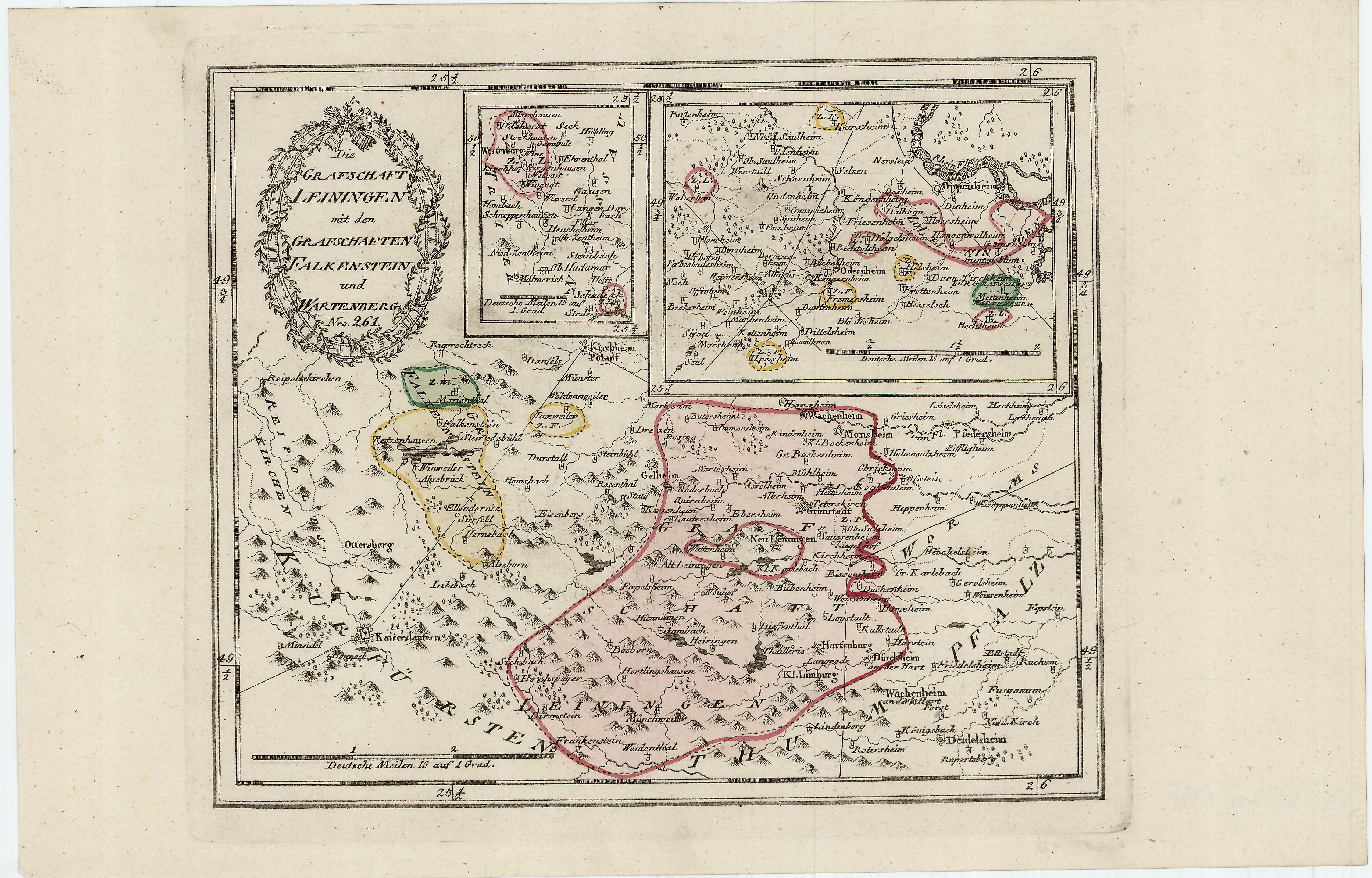
Comté de Linange 1791
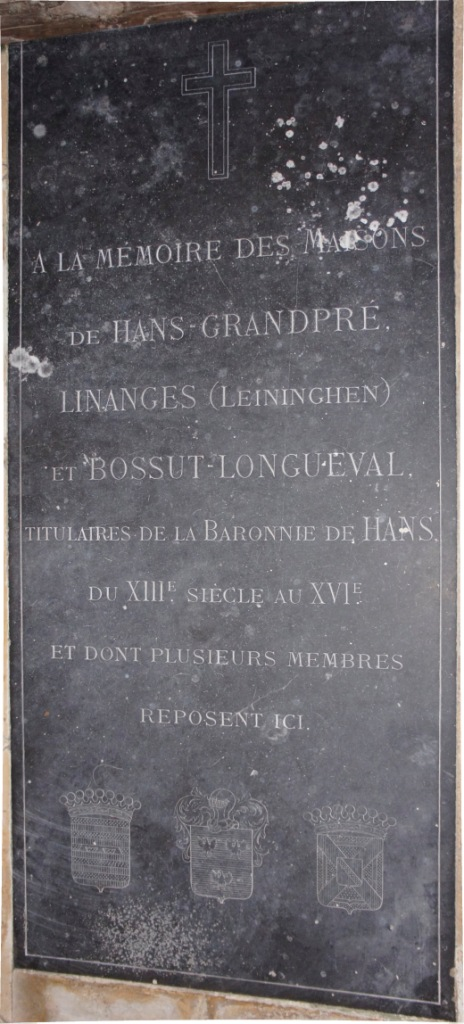
Gisant mentionnant les Linanges (église de Hans, Marne)
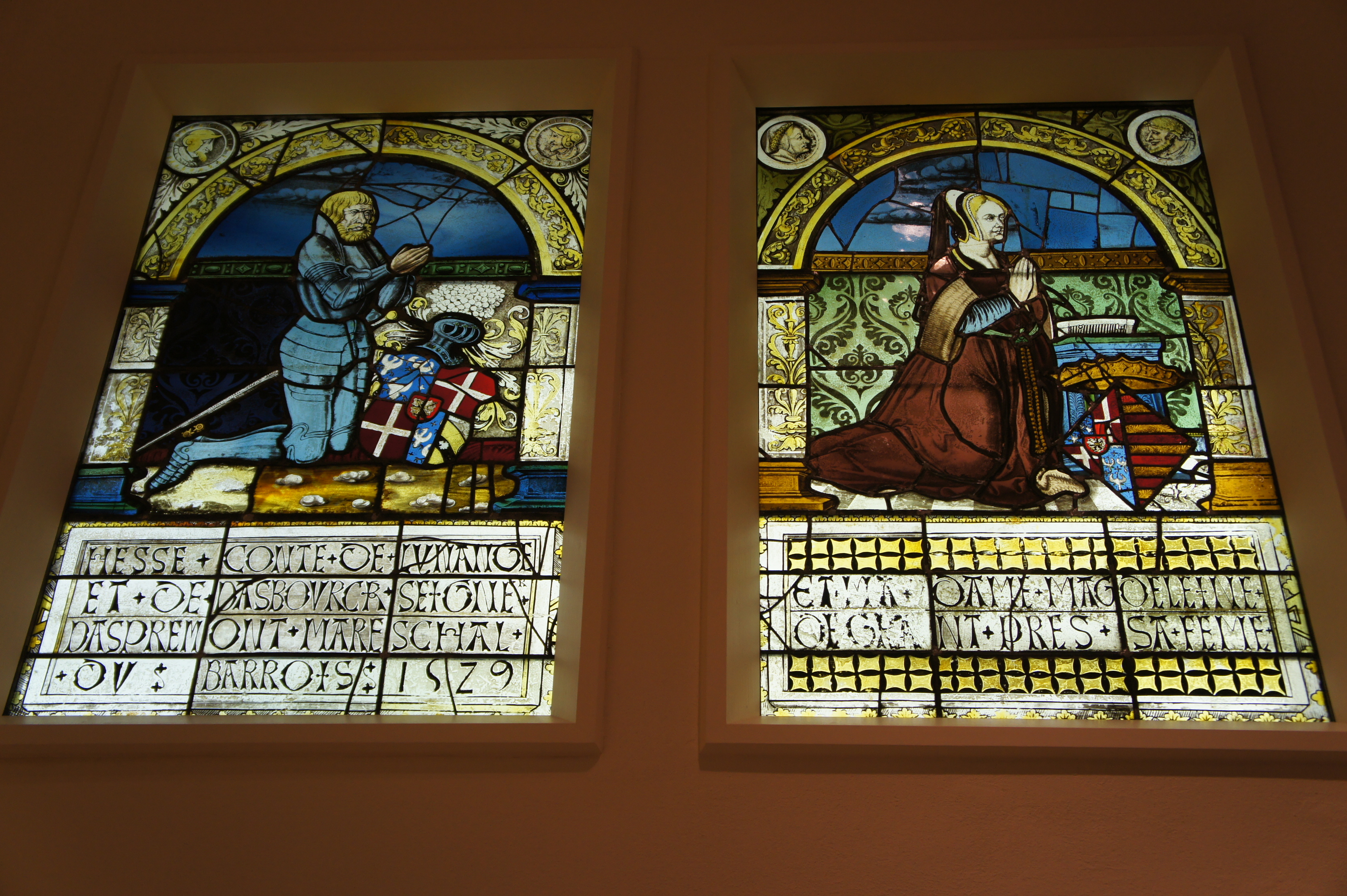
Hesse de Linange & Madeleine de Grandpré
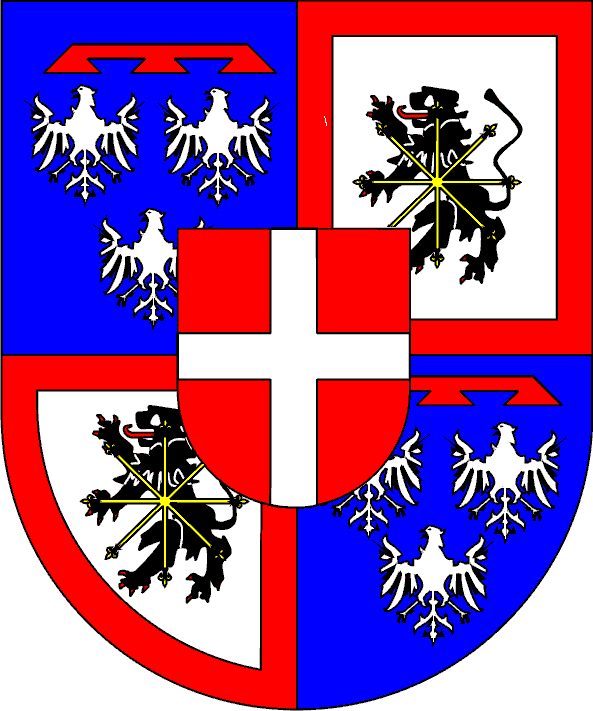
armoiries Linange-Dabo
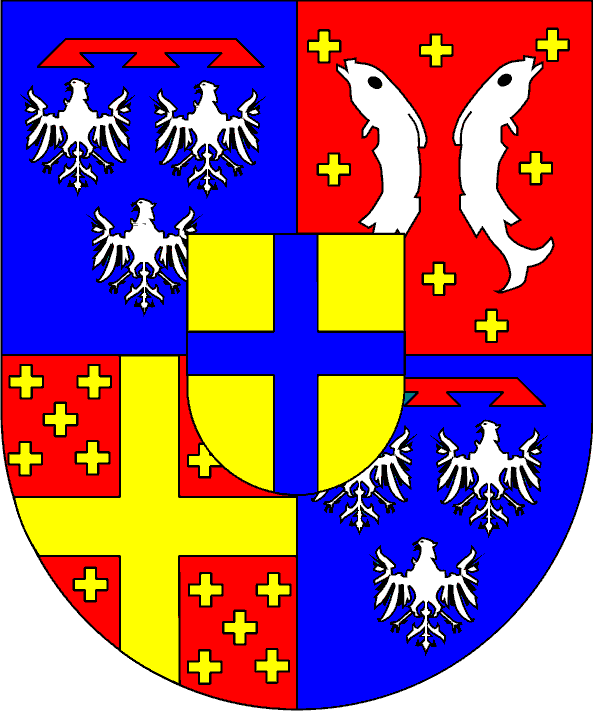
armoiries Linange-Réchicourt
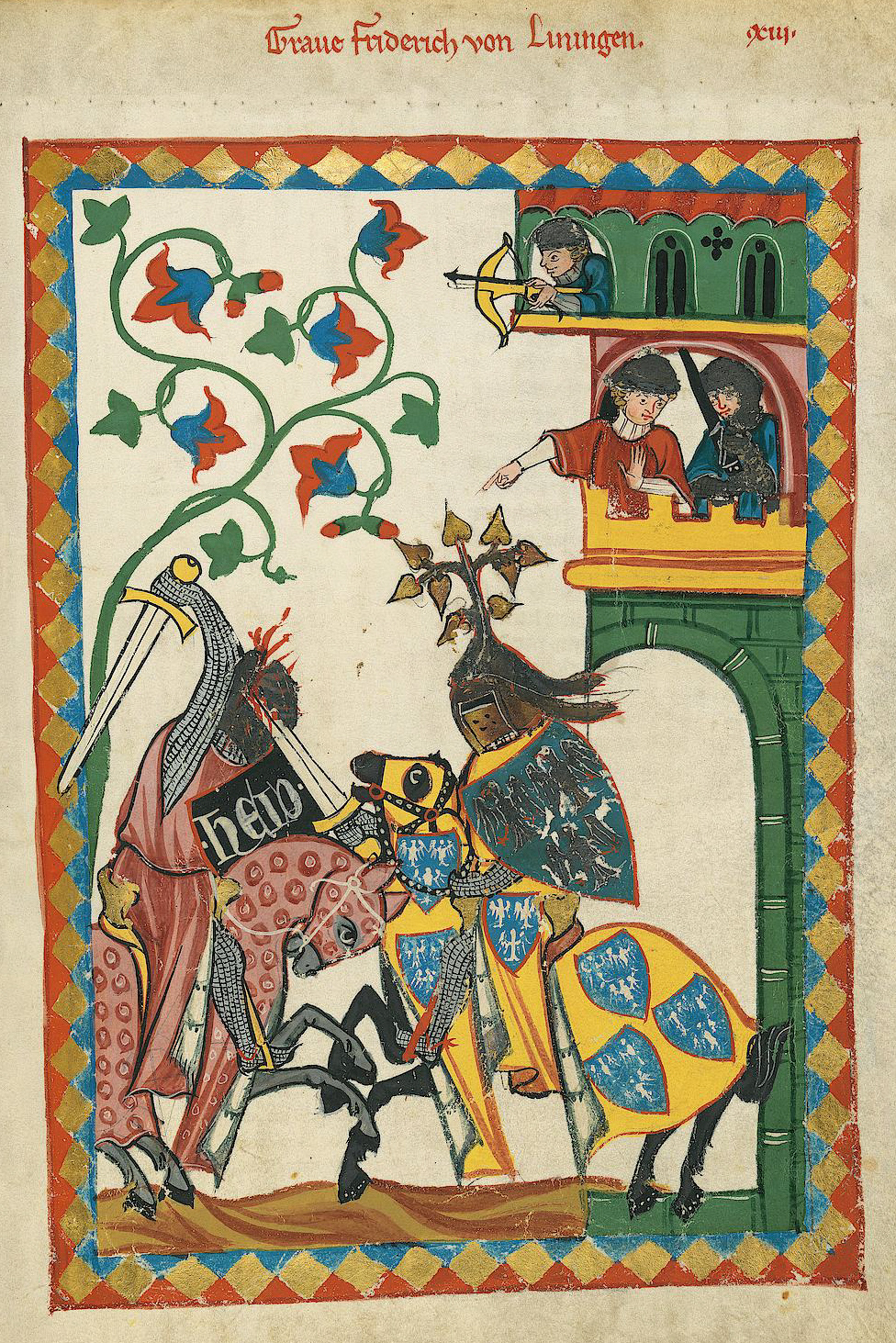
Dans le Codex Manesse, Frédéric II de Linange (début XIVe siècle)